# Collection Budé

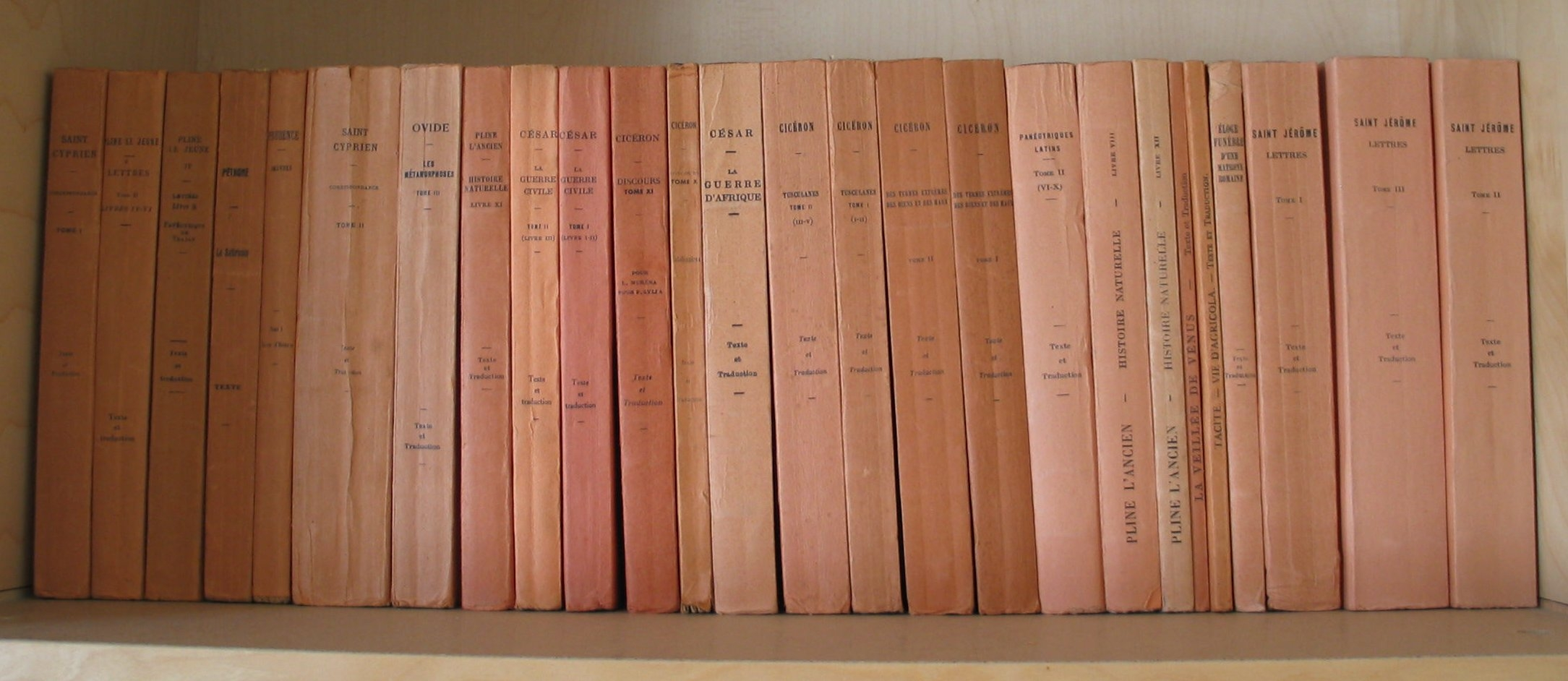
Корешки изданий

Collection Budé или Collection des Universités de France — книжная серия, включающая греческую и римскую классическую литературу вплоть до VI века (до императора Юстиниана). Серия названа в честь французского гуманиста Гийома Бюде, публикуется издательством Les Belles Lettres и спонсируется обществом Гийома Бюде.

## Описание
Каждая книга в серии включает вступление, примечания и критику, а также титульный лист на французском. Некоторые тома содержат полные комментарии. На томах древнегреческой литературы изображён сыч, символ Афин, обложка у них жёлтая. Латинские тома красного цвета с изображением Капитолийской волчицы. Последние тома выходят в твёрдом переплёте. Новая серия, «Classiques en poche» («Карманная классика»), предназначена для студентов.

## История
Первая книга в серии, платоновский диалог «Гиппий Младший», вышла в 1920 году. Вскоре появилась первая книга на латыни, это была De rerum natura Лукреция.
Более 800 томов было опубликовано, из них греческих около 430 томов и латинских около 370 томов. В серии представлены как языческие, так и христианские авторы.